# Paul van Buren
Paul van Buren (1924 - 18 de junho de 1998) foi um teólogo episcopal estado-unidense ligado à assim chamada teologia secular.
Com o lançamento, em 1963, de seu livro "The Secular Meaning of the Gospel" (do inglês, "O significado secular do Evangelho"), van Buren lançou a pergunta que seria o fio condutor de sua teologia: "de que maneira um cristão, que é, ele próprio, um homem secular, pode chegar a compreender o Evangelho de maneira secular?" Esta investigação recebia três influências claras: a teologia de Dietrich Bonhoeffer e de Friedrich Gogarten, e a filosofia analítica de Ludwig Wittgenstein.